# Ludwik Sembratowicz
Ludwik Sembratowicz (ur. 24 grudnia 1837 w Kopyczyńcach, zm. 2 maja 1892 w Krakowie) – feldmarszałek - porucznik armii Austro-Węgier.

## Życiorys
Był synem oficera austriackiego, stryjeczny brat metropolity lwowskiego Sylwestra Sembratowicza. Zaliczył dwie klasy gimnazjalne, był uczniem szkolnej kompanii piechoty w Fischau. Służbę wojskowa rozpoczął jako kapral 16 września 1855 w 62 pułku piechoty w 1857 awansował na stopień porucznika. Podczas wojny w 1859 odkomenderowany do Tyrolskiej Obrony Krajowej, był adiutantem batalionu a następnie ukończył kurs w armijnej szkole strzeleckiej w Weronie. 1 lutego 1860 przeniesiony został do 63 pułku piechoty w sierpniu 1862 przeniesiono go do Wiednia do Krajowego Dowództwa Generalnego. Będąc w Wiedniu pełnił funkcje osobistego adiutanta feldmarszałka- porucznika hrabiego Karola Thuna. W latach 1863–1865 był uczniem Szkoły Wojennej, która ukończył z wynikiem bardzo dobrym. Przydzielony został do Sztabu Generalnego, w maju 1866 awansowany do stopnia kapitana. W czasie wojny prusko-austriackiej znalazł się w sztabie 4 Korpusu i z nim uczestniczył w walkach na terenie Czech. Podczas bitwy pod Königgrätz zastąpił poległego szefa sztabu obejmując dowództwo na 3 tygodnie. Po wojnie powrócił do służby kartograficzno-wywiadowczej. W jej ramach odbywał wielokrotnie podróże do Rosji w 1867 i 1870, Turcji w 1869 oraz Mołdawii w 1870. W lipcu 1871 przeszedł do lwowskiego Dowództwa Generalnego, a następnie w maju 1872 do 72 pułku piechoty, gdzie objął dowództwo kompanii. 1 maja 1873 otrzymał awans na stopień majora z jednoczesnym przeniesieniem do 65 pułku piechoty. We wrześniu 1874 powrócił do pracy w Sztabie Generalnym. 26 grudnia 1876 objął stanowisko kierownika 2 Grupy Biura Topograficznego, na którym pozostał do 26 marca 1880, awansując w 1877 na stopień podpułkownika. Wiosną 1880 powrócił do służby liniowej na stanowisko zastępcy dowódcy 19 pułku piechoty, 1 maja 1881 awansował na stopień pułkownika, a 12 lipca 1882 objął komendę 58 pułku piechoty stacjonującego w Wiedniu. 15 kwietnia 1886 mianowany został dowódcą 6 Brygady Górskiej, a od marca 1887 dowódcą 9 Brygady Piechoty. 1 maja 1887 awansował na stopień generała-majora. W marcu 1891 objął dowództwo 12 Dywizji Piechoty w Krakowie. 1 maja 1891 otrzymał stopień feldmarszałka - porucznika. Zmarł nagle w Krakowie 2 maja 1892, pochowany został 5 maja na cmentarzu Rakowickim (pas 4, zach.).

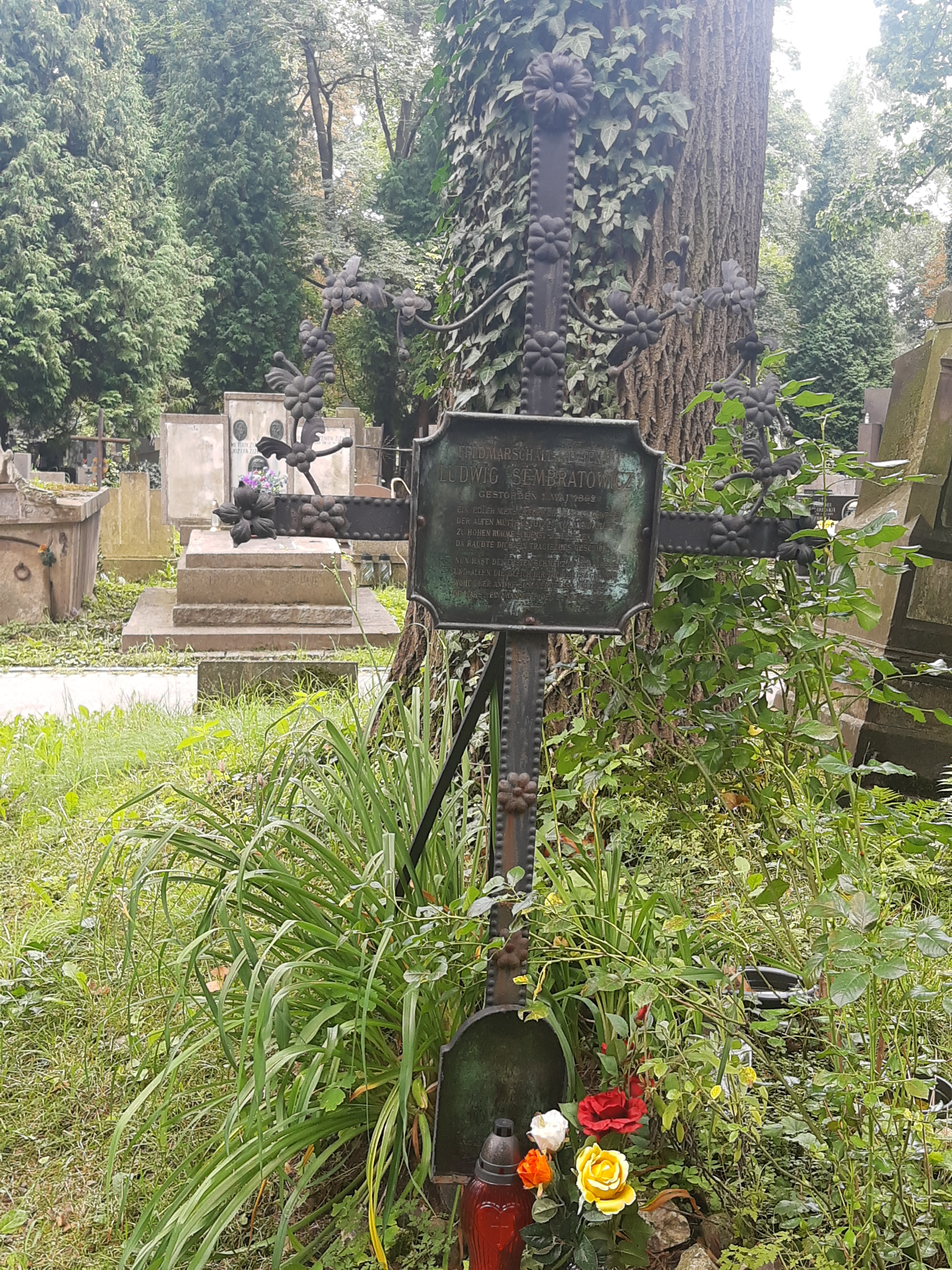
Grób feldmarsz.-por. Ludwika Sembratowicza na cmentarzu Rakowickim